# Кутненски окръг
Кутненски окръг (на полски: Powiat kutnowski) е окръг в Централна Полша, Лодзко войводство. Заема площ от 886,86 км2. Административен център е град Кутно.

## География
Окръгът обхваща земи от историческите области Великополша и Мазовия. Разположен е в северната част на войводството.

## Население
Населението на окръга възлиза на 101 789 души (2012 г.). Гъстотата е 115 души/км2.

## Административно деление
Административно окръгът е разделен на 11 общини.
Градска община:
- Кутно

Градско-селска община:
- Община Жихлин
- Община Крошневице

Селски общини:
- Община Бедълно
- Община Домбровице
- Община Кутно
- Община Кшижанов
- Община Ланента
- Община Нове Острови
- Община Опоров
- Община Стшелце

## Галерия
- Зихлин
- Крошневице
- Кутно